# نظرية الوبالة

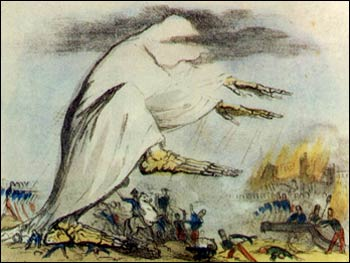
رسم تمثيلي بواسطة روبرت سيمور لوباء الكوليرا في القرن التاسع عشر يصور انتشار المرض في شكل هواء سام.

نظرية الوَبَالة أو المَيْزَم (تسمى أيضًا النظرية الوَبَالية) افترضت أن الأمراض مثل الكوليرا، الكلاميديا، أو الموت الأسود بسبب الوَبَالة (μίασμα) اليونانية القديمة «التلوث» شكل مؤذي من أشكال «الهواء الفاسد»، المعروف أيضًا باسم «هواء الليل».
النظرية تقول إن أصل الأوبئة يرجع إلى الوَبَالة، المنبثقة من تعفُّن المواد العضوية. على الرغم من أن نظرية الوَبَالة ترتبط عادة مع انتشار المرض إلا أن بعض الأكاديميين في أوائل القرن التاسع عشر اقترحوا أن النظرية تمتد إلى ظروف أخرى كذلك، على سبيل المثال يمكن للمرء أن يصبح أكثر سمنة عن طريق استنشاق رائحة الطعام.
نظرية الوَبَالة كانت مقبولة من العصور القديمة في أوروبا والهند والصين لكن النظرية تم رفضها أخيراً من قبل العلماء والأطباء بعد عام 1880م، وحلَّت محلَّها نظرية جرثومية المرض: وتنص على أن جراثيم محددة وليس الوَبَالة تسبب أمراضاً معينة، ومع ذلك فإن المعتقدات الثقافية حول التخلص من الرائحة جعلت تنظيف النفايات لها الأولوية بالنسبة للمدن.

## الأصل اللغوي
يرجع الأصل إلى كلمة المَيْزَم اليونانية القديمة وتعني التلوث أو الوبال. الفكرة أيضًا أدَّت إلى اسم الملاريا (الهواء الفاسد) خلال العصور الوسطى الإيطالية.

## الآراء حول العالم

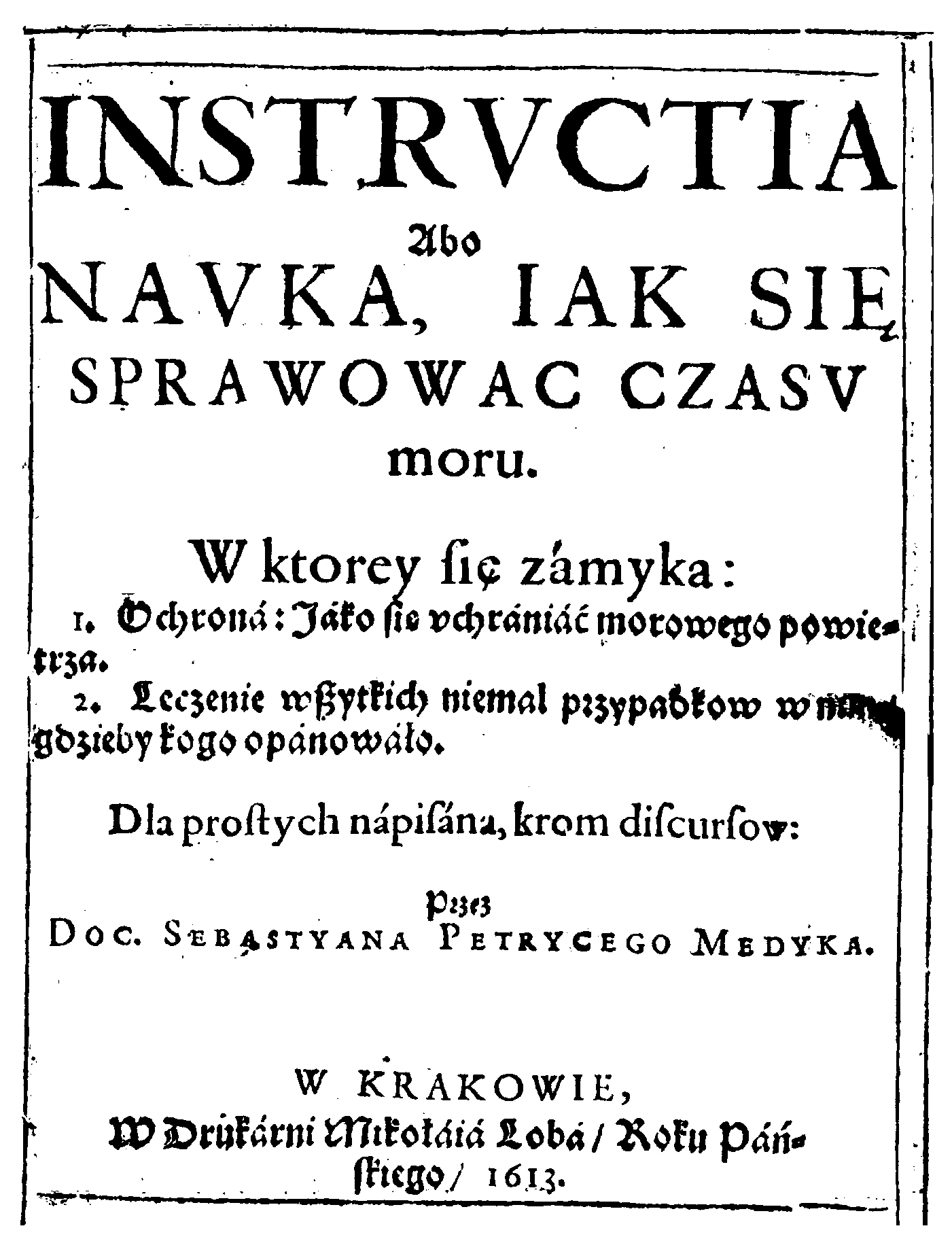
كتاب سيباستيان بيتريسي الذي تم نشره في كراكوف في 1613م حول الوقاية ضد «الهواء الفاسد».

الوَبَالة كانت تعتبر بخارًا سامًا أو ضبابًا مليئًا بجزيئات من مادة متحللة (الوَبَالة) والتي تسبب الأمراض.
تأثير الوَبَالة هو أن المرض ناتج عن العوامل البيئية كالماء الملوث، الهواء غير النقي، أو الظروف الصحية السيئة، وهذه العدوى لا تنتقل بين الأفراد ولكن يمكن أن تؤثر عليهم داخل المكان الذي أدَّى إلى مثل هذه الأبخرة، وقد كان بالإمكان التعرف عليها برائحتها الكريهة. كما كان يعتقد في البداية أن الوَبَالة يتم نشرها خلال الديدان من القرح في المصابين بالطاعون.
في الهند كانت هناك أيضًا نظرية الوَبَالة وأخذ الهنود السبق أول في من استخدموا نظرية الوَبَالة في ممارسة المهنة السريرية؛ حيث اخترع الهنود «بان» وهو كريم لاصق والذي كان يعتقد بقدرته على منع الوَبَالة، بل كان يعتبر أول مضاد للا وَبَالة.
نظرية الوَبَالة المسببة للأمراض احتفظت بانتشارها في العصور الوسطى وظهر ذلك في كتاب روبرت بويل «الشكوك حول الحقائق المخفية في الهواء».
في خمسينيات القرن التاسع عشر تم استخدام الوَبَالة لشرح انتشار الكوليرا في لندن وفي باريس، جزئيًا لتبرير تجديد هوسمان في وقت لاحق للعاصمة الفرنسية. حيث قيل إنه يمكن الوقاية من المرض عن طريق تطهير ومسح الأجسام والأشياء.
الدكتور ويليام فار، مساعد مفوض عام 1851م في لندن، كان من أهم المؤيدين لنظرية الوَبَالة، وقال إنه يعتقد أن مرض الكوليرا ينتقل عن طريق الهواء وأن هناك تركيزًا قاتلًا من الوَبَالة بالقرب من ضفة نهر التايمز. مثل هذا الاعتقاد كان مقبولًا جزئيًا بسبب قلة جودة الهواء في المناطق الحضرية، القبول الواسع الذي لقته نظرية الوَبَالة طغى على النظرية الصحيحة بواسطة جون سنو أن الكوليرا تنتشر عن طريق المياه، مما أدى إلى بطء الاستجابة في حي سوهو بلندن وغيره من الأماكن.
الممرضة في حرب القرم: فلورنس نايتنجيل (1820م-1910م) كانت من دعاة النظرية وعملت على جعل المستشفيات صحية وجيدة الرائحة. وذكر في 'ملاحظات عن التمريض في الطبقات الكادحة' (1860م) أنها كانت "تحافظ على الهواء [للمريض] ليتنفسه نقيًا مثل الهواء الخارجي.
الخوف من الوَبَالة تم تسجيله في العديد من التحذيرات في أوائل القرن التاسع عشر بشأن ما سُمي «بالضباب غير الصحي». كذلك وجود الضباب يؤيّد بقوة وجود الوَبَالة. تتحرك الوَبَالة مثل الدخان أو الضباب حيث تنتقل بتيارات الهواء والرياح، لكنها لا تنتقل ببساطة مع الرياح بل تغيِّر تكوين الرياح نفسها. إذًا فالجو حيث يوجد الناس المرضى يكون موبوءًا بالوَبَالة. كما اعتقد الكثيرون أن الوَبَالة سحرية وأن بإمكانها تغيير تركيب ومكونات الهواء والجو تمامًا.

### الصين
في الصين، الوَبَالة (بالصينية: 瘴氣; البينيين: Zhàngqì); الأسماء البديلة (瘴毒, 瘴癘) هو مفهوم قديم للمرض، والمستخدم على نطاق واسع من قبل الصينيين القدماء وأعمالهم الأدبية. الوَبَالة لها أسماء عديدة في الثقافة الصينية. كما أن معظم التفسيرات التي تشير للا وَبَالة تشير إليها بأنها نوع من المرض أو الغاز السام.
اعتقد الصينيون القدماء أن الوَبَالة كانت مرتبطة بالبيئة في أجزاء من جنوب الصين. حيث كان يعتقد أن الوَبَالة يسببها الحرارة، الرطوبة والهواء الميت من جبال الصين الجنوبية. كما اعتقدوا أن النفايات الحشرية، تلوث الهواء، الضباب، المياه والغابات الصغيرة مما يشكِّل بيئة مناسبة لتكون الوَبَالة.
في وصف المسافرين القدماء والجنود والمسؤولين المحليين (معظمهم أدباء) لظاهرة الوَبَالة دائمًا ما كان يتم ذكر ضباب، غبار أو غاز سام. الوَبَالة سببت العديد من الأمراض كالإنفلونزا والبرد وضربات الحرارة والملاريا والزحار.
في تاريخ الطب الصيني دائمًا ما كان يتم الإشارة إلى الملاريا بأسماء مختلفة في فترات مختلفة. التسمم كان أيضاً يسمى الوَبَالة في الصين القديمة لأنهم لم يعرفوا سبب الأمراض، ومع ذلك فإن جنوب الصين كان متطورًا جدًّا في أسرتيْ «مينغ وتشينغ»، حيث تغيرت البيئة بسرعة، وبعد القرن التاسع عشر أُدخلت العلوم الغربية إلى الصين وعرف الناس كيفية معرفة المرض والتعامل معه. وبدأ مفهوم الوَبَالة بالتلاشي بسبب تقدُّم الطب في الصين.

## التطورات منذ القرن التاسع عشر

### نظرية الوَبَالة
على أساس نظرية الوَبَالة اعتقد الناس أن بعض الأبخرة والتي تسمى الوَبَالة تتصاعد من التربة وتنشر الأمراض. كما كان يعتقد أن الوَبَالة تنتج من تعفُّن النباتات والمياه الكريهة خصوصًا في المستنقعات والأحياء بالمناطق الحضرية.
كثير من الناس لا سيما الضعفاء أو العجزة تجنبوا التنفس من هواء الليل عن طريق البقاء داخل البيوت وإبقاء النوافذ والأبواب مغلقة. بالإضافة إلى الأفكار المرتبطة بنظرية الوَبَالة، كان هناك أيضًا خوف عام من أن البرد أو الهواء البارد يسبب انتشار المرض. الخوف من هواء الليل اختفى تدريجيًا بفهم المزيد عن المرض وكذلك مع تحسينات في تهوية وتدفئة المنزل. أهمية خاصة كانت في فهم أن عائل انتشار الملاريا هو البعوض (النشط في الليل) بدلًا من الوَبَالة.

### العدوى في مقابل الوَبَالة
قبل أواخر القرن التاسع عشر، «هواء الليل» كان يعتبر خطرًا في معظم الثقافات الغربية. خلال القرن التاسع عشر، انقسم المجتمع الطبي حول تفسير طريقة انتشار المرض. إحدى الجانبين كان ممن اعتقدوا أن العدوى هي من تسبب المرض عن طريق الاتصال الجسدي. بينما اعتقد الآخرون أن المرض موجود في الهواء على شكل الوَبَالة، ولذا يمكنه الانتشار دون اتصال جسدي.
النظرية الجرثومية الحالية تعتبر انتشار المرض عن طريق كل من الاتصال الجسدي المباشر والغير مباشر.

### التأثير على إصلاحات الهندسة الصحية
في أوائل القرن التاسع عشر، كانت ظروف المعيشة في المدن الصناعية في بريطانيا غير صحية بشكل متزايد. حيث كان عدد السكان يتحرك بشكل أسرع كثيرًا من البنية التحتية. على سبيل المثال فإن عدد سكان مدينة مانشستر تضاعف خلال عقد واحد فقط، مما أدى إلى تزاحم كبير وتراكم للنفايات. نظرية الوَبَالة أعطت تفسيرًا منطقيًا للمصلحين الصحيين في منتصف القرن التاسع عشر، حيث بررت الوَبَالة لماذا الكوليرا وغيرها من الأمراض الوبائية تستوطن الأماكن التي كان بها الماء والتي تكون كريهة الرائحة؟ وكما أكَّد زعيم الإصلاح الهندسي في لندن إدوين تشادويك أن «كل رائحة مرض»، واقترح تغيير في البنية الأساسية في شبكات الصرف الصحي من أجل مكافحة زيادة معدلات الوفيات في المناطق الحضرية. تشادويك أكَّد أن المشاكل من أوبئة الكوليرا والتيفوئيد لها صلة مباشرة بالتحضر، واقترح أنظمة صرف صحي جديدة مستقلة يجب أن تكون متصلة إلى المنازل. تشادويك دعّم اقتراحه مع التقارير الواردة من مجتمع لندن الإحصائي والتي أظهرت زيادة كبيرة في كل من معدلات الاعتلال والوفيات منذ بداية التحضر في أوائل القرن التاسع عشر. على الرغم من أن إصلاح تشادويك مقترح على أساس من نظرية الوَبَالة، إلا أن مقترحاته لا تزال تساهم في تحسينات الصرف الصحي، التحسينات مثل: منع ارتداد الهواء الضار من المجاري مرة أخرى إلى المنازل عن طريق شبكات صرف صحي منفصلة في تصاميم المرافق الصحية التي بالمناسبة أدَّت إلى انخفاض سلاسل الكوليرا وبالتالي ساعدت في دعم النظرية.

### من الوَبَالة إلى النظرية الجرثومية
على الرغم من أن العلاقة بين الجراثيم والمرض اقترحت في وقت مبكِّر جدًّا، لم يكن هناك قبول حتى أواخر سنة 1800م أصبحت النظرية مقبولة. نظرية الوَبَالة تم الطعن فيها من قبل جون سنو، مقترحًا أن هناك بعض الوسائل التي ينتشر بها المرض عن طريق السم أو مادة مغيبة في الماء. قد تم اقترح هذا من قبل في الرد على وباء في شارع برود في وسط لندن في عام 1854م. بسبب شيوع نظرية الوَبَالة بين العلماء الإيطاليين فإن اكتشاف فيليبو باتشيني في نفس العام للبكتيريا العصوية التي تسبب المرض تم تجاهله تمامًا.
لم يكن حتى عام 1876م حينما أثبت روبرت كوخ أن البكتيريا عصيات الجمرة الخبيثة تسبب الجمرة الخبيثة، التي جلبت حد نهائي لنظرية الوَبَالة.
بحلول عام 1866م، وبعد ثمان سنوات من وفاة جون سنو، أعلن وليام فار بأن نظرية الوَبَالة لانتقال الكوليرا كانت خطأ، بواسطة الإحصائيات المبررة على معدل الوفيات.

## وصلات خارجية
- النظريات السائدة قبل نظرية الجرثومية
- نظريات الكوليرا
- تعريف المصطلح